# Ibérico Saint-Jean
Ibérico Manuel Saint-Jean (Chascomús, Argentina 17 de septiembre de 1922-Buenos Aires, Argentina, 5 de octubre de 2012) fue un militar y abogado argentino que ejerció el cargo de gobernador de la provincia de Buenos Aires entre el 7 de abril de 1976 y el 29 de marzo de 1981, durante el Proceso de Reorganización Nacional.
Al fallecer se encontraba procesado por crímenes de lesa humanidad.

## Primeros años
Nacido en Chascomús —ciudad de la provincia de Buenos Aires—, Ibérico Manuel fue hijo del matrimonio de Manuel Saint-Jean y Juana Larralde, que tuvieron cinco hijos. Fue hermano mayor del exministro del interior y efímero presidente de facto (entre el 18 de junio y el 1 de julio de 1982), general de división Alfredo Oscar Saint-Jean, quien falleció el 2 de septiembre de 1987.
Ibérico Manuel Saint Jean fue maestro, e ingresó al Colegio Militar de la Nación en 1940. Pertenecía a la promoción 77, la cual egresó en el mes de diciembre de 1943.
Estuvo al frente de la dirección de la Escuela de Suboficiales Sargento Cabral y fue agregado militar ante el gobierno de Brasil. También ejerció funciones en el Estado Mayor General del Ejército Argentino y alcanzó el grado de general de brigada. Graduado de abogado en la Universidad Nacional del Litoral, pasó a retiro en febrero de 1973.

## Gobernantede factode la provincia de Buenos Aires
En el marco de la dictadura de Videla (que comenzó con el golpe de Estado del 24 de marzo de 1976), en abril de 1976 fue nombrado primer gobernador de la provincia de Buenos Aires. Durante su gestión, clausuró la Legislatura y su jefe de policía en la provincia fue el general de brigada Ramón Camps, que bajo su liderazgo dirigió una gran cantidad de centros clandestinos de detención.

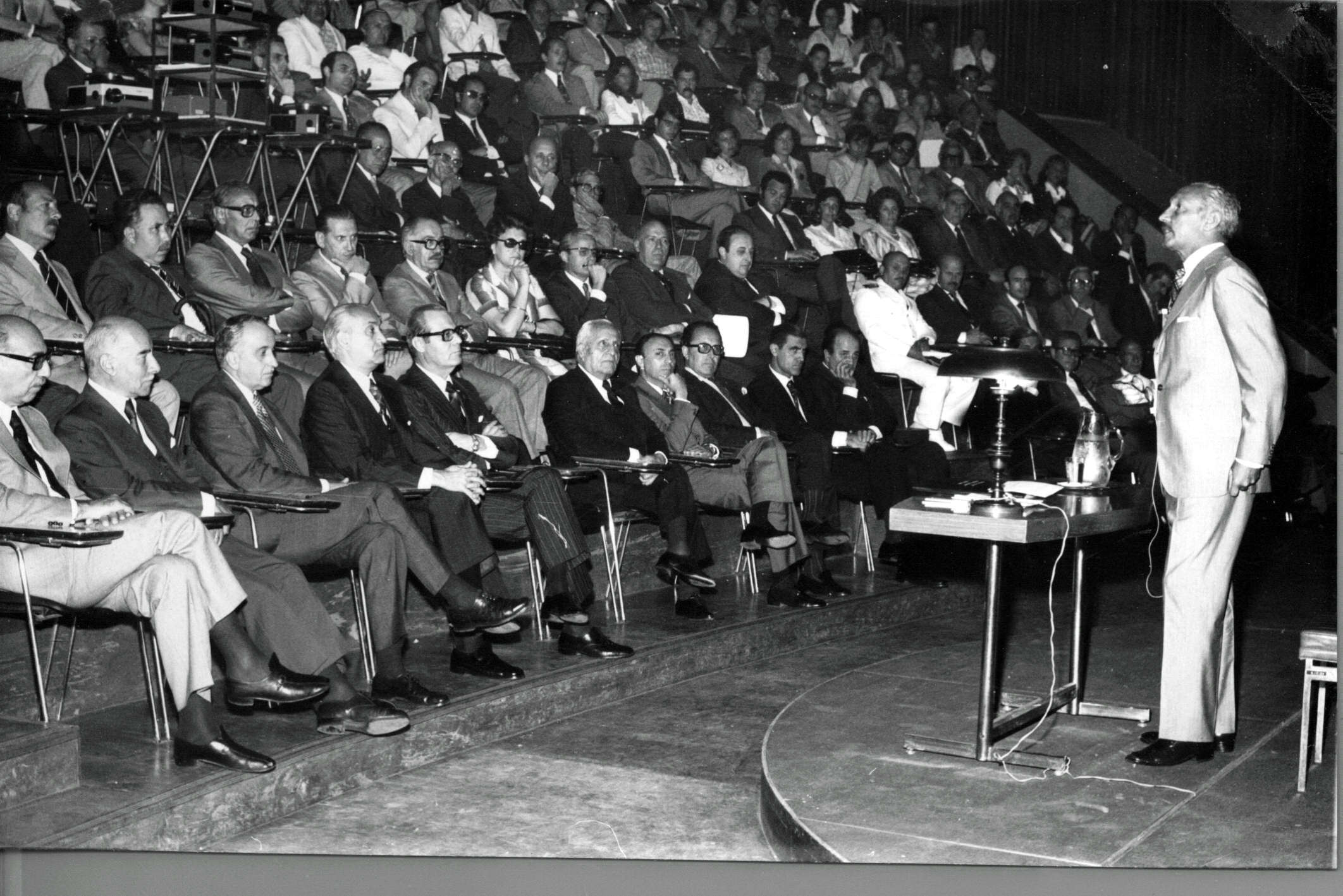
Conferencia de Iberico Saint-Jean en la Facultad de Ciencias Médicas de la Universidad Nacional de La Plata. 24 de noviembre de 1977.

En mayo de 1977, Saint Jean habría prpnunciado en un discurso la siguiente frase: «Primero mataremos a todos los subversivos, luego mataremos a sus colaboradores, después a sus simpatizantes, enseguida a aquellos que permanecen indiferentes y, finalmente, mataremos a los tímidos» Sin embargo su autoría nunca se acreditó e inclusive el diario New York Time qué se había hecho eco del trascendido Se disculpó públicamente con el general
En octubre de 1980 Ibérico Saint Jean dio una conferencia sobre “Democracia y ética”, en el Rotary Club de la ciudad de Mar del Plata en donde lanzó críticas contra el sistema democrático, argumentando que "sirve para imponer la dictadura de la mayoría”. Sostuvo que “puede ser mucho peor cuando los tiranos son muchos que cuando es uno solo". Saint-jean desmintió desde el primer momento la frase que se le atribuyó.

## Familia
Ibérico Manuel Saint-Jean estaba casado con Haydée Machado, con quien tuvo cinco hijos.

## Juicios
Fue procesado por crímenes de lesa humanidad cometidos durante la última dictadura militar en Argentina y encarcelado a los 85 años. Una semana antes de fallecer -90 años- la Cámara de Casación Penal había dispuesto su prisión domiciliaria, fundamentada en su grave estado de salud.

## Fallecimiento
Falleció a los 90 años el 5 de octubre de 2012 en el Hospital Militar Central.